# Val-d'Épy
Val-d'Épy is een gemeente in het Franse departement Jura in de regio Bourgogne-Franche-Comté. De gemeente maakt deel uit van het arrondissement Lons-le-Saunier.

## Geschiedenis
De gemeente ontstond in 1973 door de fusie van buurgemeenten Épy-Lanéria en Poisoux. Épy-Lanéria was in 1971 gevormd door de fusie van de buurgemeenten Épy en Lanéria. De gemeente Épy omvatte sinds 1821 ook de plaats Tarcia. Op 1 januari 2016 fuseerde Val-d'Épy met de aangrenzende gemeenten Florentia, Nantey en Senaud tot de commune nouvelle Val d'Épy (zonder verbindingstreepje), waarvan Val-d'Épy de hoofdplaats werd. Op 1 januari 2018 werd ook de gemeente La Balme-d'Épy in deze gemeente opgenomen en werd de naam weer aangepast naar Val-d'Épy.

Val-d'Épy in gemeente tot 2016
De fusiegemeenten van Val d'Épy in 2016
De deelgemeenten van de huidige gemeente

## Demografie
Onderstaande figuur toont het verloop van het inwonertal.
Andelot-Morval · Augea · Augisey · Balanod · Beaufort-Orbagna · Broissia · Cesancey · La Chailleuse · Chevreaux · Cousance · Cressia · Cuisia · Digna · Gigny · Gizia · Graye-et-Charnay · Loisia · Maynal · Monnetay · Montagna-le-Reconduit · Montfleur · Montlainsia · Montrevel · Rosay · Rotalier · Saint-Amour · Sainte-Agnès · Thoissia · Les Trois-Châteaux · Val-d'Épy · Val-Sonnette · Val Suran · Véria